# Anne Greene

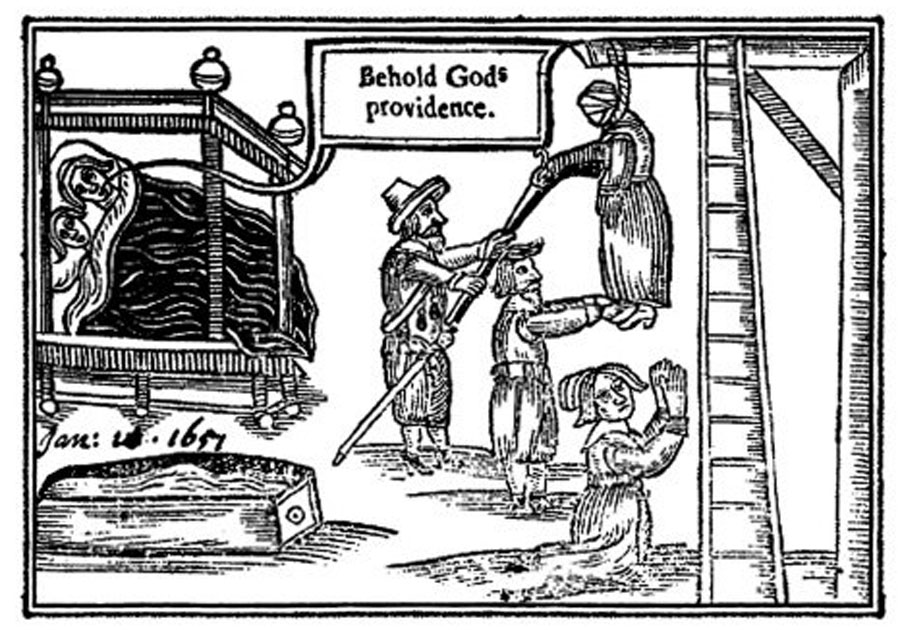
Träsnitt från A Wonder of Wonders (1651) som avbildar Anne Greenes avrättning.

Anne Greene, född 1628 i Steeple Barton, Oxfordshire, avliden 1665, var ett engelskt hembiträde som 1650 anklagades för att ha begått barnadråp. Hon är känd för att ha överlevt sin egen avrättning.

## Biografi
Greene arbetade hos Sir Thomas Reade på dennes herrgård. Där våldtogs hon av Reades sonson och blev gravid. Förlossningen kom igång flera månader för tidigt och hon fick ett dödfött barn. Hon dömdes till döden för mord och den 14 december 1650 hängdes hon i Oxford. På hennes egen begäran drog hennes vänner i hennes kropp och slog den för att säkerställa att hon var död, innan hon togs ner.
Efter att ha dödförklarats gavs hennes kropp vidare för anatomiska studier. Där upptäcktes att Greene fortfarande levde. Hon återupplivades, och benådades. Sedan levde hon i ytterligare femton år, gifte sig och fick 3 barn innan hon dog. 
Anne Greenes öde blev känt som ett mirakel. Avrättningen har skildrats i ett träsnitt, och i diktsamlingen Newes from the Dead, or a True and Exact Narration of the Miraculous Deliverance of Anne Greene - written by a Scholler in Oxford - whereunto are prefixed certain Poems casually written upon that subject från 1651, med bidrag av bland andra Christopher Wren.  
Greenes öde användes av den politiska och religiösa gruppen Levellers för att främja deras krav på kvinnors rättigheter.